# Гробелце
Гробелце (словен. Grobelce) — поселення в общині Шмарє-при-Єлшах, Савинський регіон, Словенія. 
Висота над рівнем моря: 415,5 м.